# 林倭衛
林 倭衛（はやし しずえ、1895年6月1日 - 1945年1月26日）は、大正から昭和にかけての日本の洋画家。浦和画家。

## 生涯
長野県小県郡上田町（現・上田市）の生まれ。父が製糸工場経営に失敗し、小学校に通い始めた倭衛と弟を実家の小林家に預けたまま東京に逃げたため、倭衛は小学校6年を終えてから上京し、15歳頃から書店や印刷会社に勤める。両親の他に弟3人と妹一人の生計を支えるために苦慮した。明治44年（1911年）4月から大下藤次郎が主宰する日本水彩画研究所の夜間部に入って絵の勉強を始め、丸山晩霞の指導を受けた。大正2年（1913年）7月から道路人夫として働きながら、サンジカリズム研究会に加わり、大杉栄ら無政府主義者と交流するようになる。
大正5年（1916年）に創刊された月刊紙『平民新聞』の郵送を手伝いはじめたのと同じ年の二科展に「サンジカリスト（バクーニンの肖像）」「多摩川付近」という2つの絵が初入選している。大正7年（1918年）には「小笠原風景」で樗牛賞を受けた。大正8年（1919年）に大杉栄を描いた「出獄の日のO氏」を二科展に出品し、警視庁から撤回を命じられる。このことは美術界への思想問題への権力介入の端緒として林倭衛の名を広く知らしめることとなった。大正10年（1921年）にヨーロッパへ渡り、おもにパリに滞在して制作を続け、後期印象派の画風を学び、回想録「仏蘭西監獄及び法廷における大杉栄」を発表した。
大正15年（1926年）に帰国し、春陽会の会員となる。昭和16年（1941年）に浦和画家の集う埼玉県浦和市（現さいたま市）に移住、別所沼畔の稲荷台にアトリエを構えた。これが終の棲家となった。アトリエには須田剋太や里見明正がしばしば訪れた。

## 親族
妻・秋田富子（のち離婚）との間に娘・林聖子。パリ時代の恋人との間にジョルジュ、博多の芸者・高橋操との間に葉子、木平がいる。

## 作品
- 『出獄の日のO氏』
- 『別所沼』（埼玉県立近代美術館）